# United States Naval Air Forces

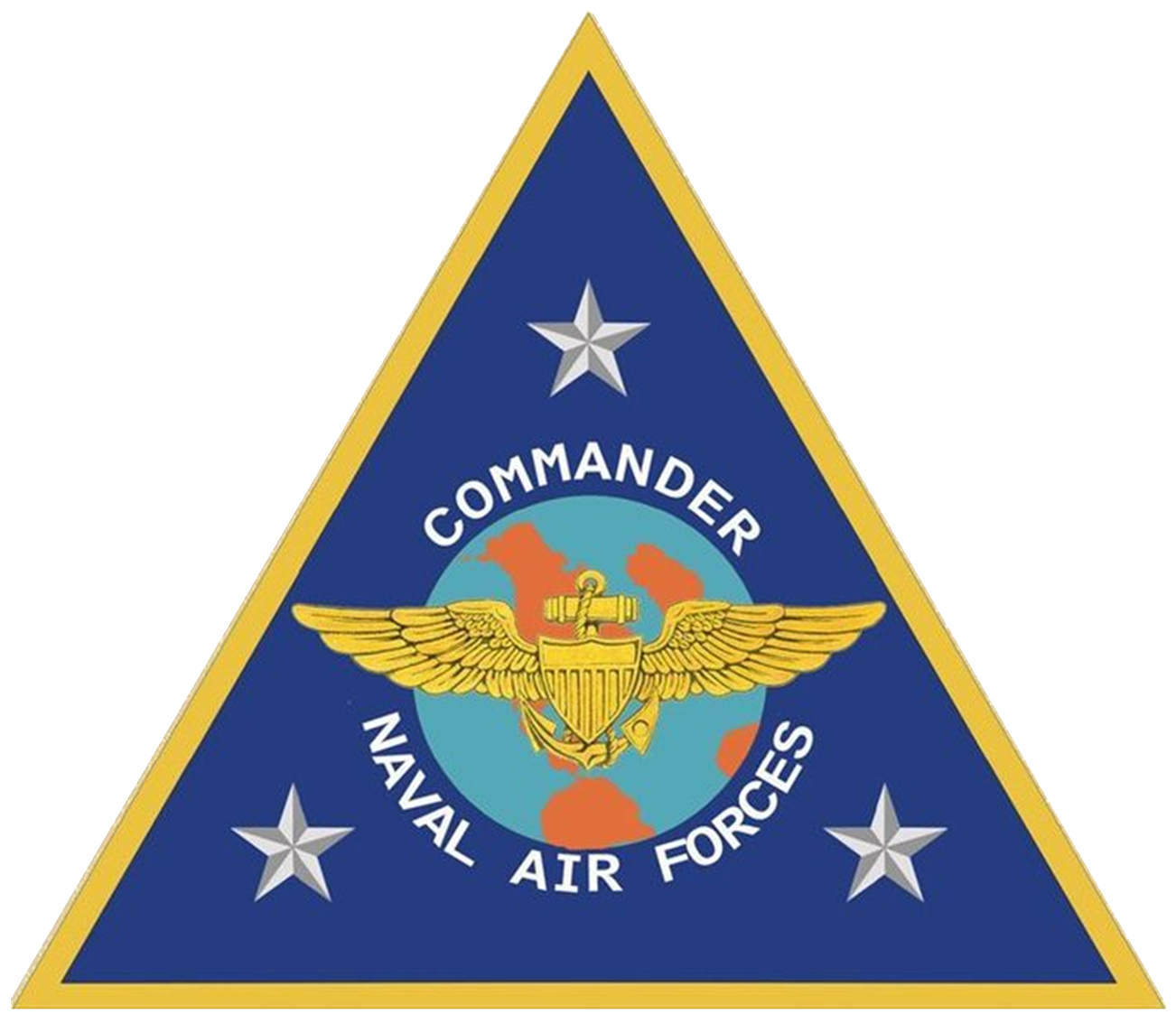
Emblem för COMNAVAIRFOR.

Naval Air Forces är det administrativa typkommandot (TYCOM) för allt flyg inom USA:s flotta med högkvarter på Naval Air Station North Island i San Diego, Kalifornien. 
Befälhavaren för Naval Air Forces (engelska: Commander, Naval Air Forces, COMNAVAIRFOR) är en viceamiral och innehar samtidigt rollen som befälhavare för Naval Air Forces Pacific (engelska: Commander, Naval Air Forces Pacific) och är i den rollen även ansvarig inför befälhavaren för Stillahavsflottan.
Befälhavaren för Naval Air Forces Atlantic, som är en konteramiral, fungerar som ställföreträdande befälhavare för Naval Air Forces.

## Naval Aviation Enterprise
Befälhavaren för Naval Air Forces, som informellt kallas för Air Boss, ingår som en del i det som benämns som Naval Aviation Enterprise, tillsammans med befälhavaren för Naval Air Systems Command (flottans materielkommando) och marinkårens biträdande kommendant för flyg.

## Förband

### Naval Air Force Pacific

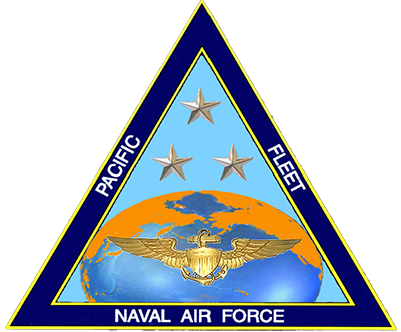
Naval Air Forces Pacific

| Heraldisk symbol | Namn                                          | Förkortning                 | Basering                                     | Funktion | Not   |
|                  | Strike Fighter Wing Pacific                   | STRKFIGHTWINGPAC (SFWP)     | Naval Air Station Lemoore, Kalifornien       | Skvadroner med F/A-18 Super Hornet vid USA:s västkust som embarkeras ombord på hangarfartyg, varav 4 skvadroner är baserade vid Marine Corps Air Station Iwakuni i Japan | [ 3 ] |
|                  | Joint Strike Fighter Wing                     | JSFWING (JSFW)              | Naval Air Station Lemoore, Kalifornien       | Skvadroner med F-35C Lightning II | [ 3 ] |
|                  | Electronic Attack Wing Pacific                | VAQWINGPAC (VWP)            | Naval Air Station Whidbey Island, Washington | Skvadroner med EA-18G Growler | [ 3 ] |
|                  | Airborne Command & Control and Logistics Wing | ACCLOGWING (ACCLW)          | Naval Air Station Point Mugu, Kalifornien    | Skvadroner med C-2 Greyhound & E-2 Hawkeye | [ 3 ] |
|                  | Fleet Logistics Multi-Mission Wing            | VRMWING (VRMW)              | Naval Air Station North Island, Kalifornien  | Skvadroner med CMV-22B | [ 3 ] |
|                  | Helicopter Maritime Strike Wing Pacific       | HELMARSTRIKEWINGPAC (HSMWP) | Naval Air Station North Island, Kalifornien  | Helikoptrar av typ MH-60R & MQ-8 | [ 3 ] |
|                  | Helicopter Sea Combat Wing Pacific            | HELSEACOMBATWINGPAC (HSCWP) | Naval Air Station North Island, Kalifornien  | Helikoptrar av typ MH-60S & MQ-8 | [ 3 ] |
|                  | Strategic Communications Wing One             | STRATCOMWING ONE            | Tinker Air Force Base, Oklahoma              | Två skvadroner med E-6 Mercury | [ 3 ] |
|                  | Patrol and Reconnaissance Wing TEN            | PATRECONWING TEN            | Naval Air Station Whidbey Island, Washington | Havsövervakning med P-3 Orion och P-8 Poseidon | [ 3 ] |
|                  | Carrier Air Wing Two                          | CVW-2                       | Naval Air Station Lemoore, Kalifornien       | Flygförband ombord på USS Carl Vinson (CVN-70) | [ 3 ] |
|                  | Carrier Air Wing Five                         | CVW-5                       | Marine Corps Air Station Iwakuni, Japan      | Flygförband ombord på USS Ronald Reagan (CVN-76) | [ 3 ] |
|                  | Carrier Air Wing Nine                         | CVW-9                       | Naval Air Station Lemoore, Kalifornien       | Flygförband ombord på USS Abraham Lincoln (CVN-72) | [ 3 ] |
|                  | Carrier Air Wing Eleven                       | CVW-11                      | Naval Air Station Lemoore, Kalifornien       | Flygförband ombord på USS Theodore Roosevelt (CVN-71) | [ 3 ] |
|                  | Carrier Air Wing Seventeen                    | CVW-17                      | Naval Air Station Lemoore, Kalifornien       | Flygförband ombord på USS Nimitz (CVN-68) | [ 3 ] |
|                  | Naval Aviation Warfighting Development Center | NAWDC                       | Naval Air Station Fallon, Nevada             | Taktikutveckling och vidareutbildningscentrum, inklusive TOPGUN | [ 3 ] |

### Naval Air Force Atlantic

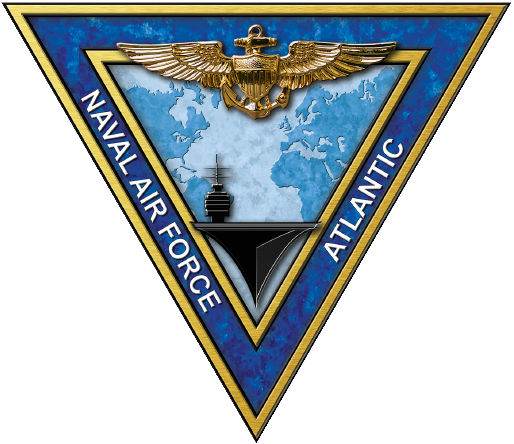
Naval Air Forces Atlantic

| Heraldisk symbol | Namn                                     | Förkortning                  | Basering                                | Funktion                                                                                   | Not   |
|                  | Strike Fighter Wing Atlantic             | STRKFIGHTWINGLANT (SFWL)     | Naval Air Station Oceana, Virginia      | Skvadroner med F/A-18 Super Hornet vid USA:s östkust som embarkeras ombord på hangarfartyg | [ 4 ] |
|                  | Helicopter Maritime Strike Wing Atlantic | HELMARSTRIKEWINGLANT (HSMWL) | Naval Station Mayport, Florida          | Helikoptrar av typ MH-60R & MQ-8                                                           | [ 5 ] |
|                  | Helicopter Sea Combat Wing Atlantic      | HELSEACOMBATWINGLANT (HSCWL) | Naval Station Norfolk, Virginia         | Helikoptrar av typ MH-53E, MH-60S & MQ-8                                                   | [ 6 ] |
|                  | Patrol and Reconnaissance Wing ELEVEN    | PATRECONWING ELEVEN          | Naval Air Station Jacksonville, Florida | Havsövervakning med MQ-4C Triton och P-8 Poseidon                                          | [ 7 ] |
|                  | Carrier Air Wing One                     | CVW-1                        | Naval Air Station Oceana, Virginia      | Flygförband ombord på USS Harry S. Truman (CVN-75)                                         | [ 8 ] |
|                  | Carrier Air Wing Three                   | CVW-3                        | Naval Air Station Oceana, Virginia      | Flygförband ombord på USS Dwight D. Eisenhower (CVN-69)                                    | [ 8 ] |
|                  | Carrier Air Wing Seven                   | CVW-7                        | Naval Air Station Oceana, Virginia      | Flygförband ombord på USS George H.W. Bush (CVN-77)                                        | [ 8 ] |
|                  | Carrier Air Wing Eight                   | CVW-8                        | Naval Air Station Oceana, Virginia      | Flygförband ombord på USS Gerald R. Ford (CVN-78)                                          | [ 8 ] |